# Rotawirusy
Rotawirusy (łac. rota „koło”) – grupa wirusów należących do rodziny reowirusów (Reoviridae), będącą najczęstszą przyczyną biegunki wśród niemowląt i dzieci. Prawie każde dziecko na świecie w wieku 5 lat przeszło co najmniej jedną infekcję spowodowaną przez rotawirusy. Ludzki organizm wytwarza odporność po każdej infekcji wywołanej tą grupą wirusów, dlatego zakażenia rotawirusowe są rzadkie u dorosłych. Wyróżnia się dziewięć głównych grup tego wirusa:  A, B, C, D, F, G, H, I i J, z czego trzy (A, B i C) są zakaźne dla ludzi. Rotawirus z grupy A jest najbardziej powszechny i wywołuje 90% wszystkich infekcji rotawirusowych u ludzi.
Wirus przenosi się drogą pokarmową, powoduje wymioty i biegunkę i jest najczęstszą przyczyną ostrej biegunki u dzieci. Atakuje i niszczy enterocyty wyściełające jelito cienkie, powodując wirusowe zakażenie przewodu pokarmowego (często nazywane „grypą żołądkową”, mimo że nie ma związku z grypą). Pomimo tego, że od odkrycia rotawirusów minęło prawie 40 lat i są one powodem prawie 50% przypadków hospitalizacji niemowląt i dzieci z powodu biegunki, nie są one dobrze znane, szczególnie w krajach rozwijających się. Rotawirusy oprócz ludzi atakują również zwierzęta i są czynnikiem chorobotwórczym dla zwierząt gospodarskich.
Choroba spowodowana rotawirusami jest łatwa do leczenia, ale mimo to na całym świecie ponad 450 000 dzieci poniżej 5. roku życia umiera co roku z powodu infekcji rotawirusami, a ponad 2 miliony jest poważnie chora. Większość z nich pochodzi z krajów rozwijających się. Przed wprowadzeniem programu szczepień przeciwko rotawirusom w Stanach Zjednoczonych, co roku wirus ten powodował około 2,7 miliona przypadków ciężkiej biegunki u dzieci, z czego 60 000 musiało być hospitalizowane, oraz około 37 przypadków śmiertelnych. Kampanie walczące o zmniejszenie zachorowań na rotawirusy i ich skutków promują szczepionki przeciw rotawirusom dla dzieci zdrowych oraz doustne uzupełnianie płynów ustrojowych (ang. oral rehydration therapy) dla dzieci już zarażonych. W krajach, w których szczepienia przeciwko rotawirusom zostały wprowadzone do kalendarza szczepień zauważa się spadek występowania infekcji spowodowanych tym wirusem.
Rotawirusy człowieka, jako przyczynę choroby występującej u ludzi, zidentyfikowała w 1973 roku Ruth Bishop z Australii podczas badań elektronomikroskopowych bioptatu dwunastnicy i kału dzieci chorych na biegunkę.

## Objawy
Wirusowe zakażenie przewodu pokarmowego wywołane przez rotawirusy charakteryzuje się wymiotami, wodnistą biegunką oraz niską gorączką; może przybierać formę bezobjawową, łagodną i ostrą. Czasem może dojść do czasowej nietolerancji laktozy oraz do przejściowego zaburzenia funkcji wątroby (wzrost aktywności transaminaz AspAT i AlAT). U połowy chorych typowym objawom towarzyszy infekcja dróg oddechowych. Czas inkubacji od momentu przedostania się wirusa do organizmu do pojawienia się pierwszych objawów wynosi około dwóch dni. Pierwszym objawem są zwykle wymioty, po których następuje biegunka, trwająca od czterech do ośmiu dni. Bardzo częstym i niebezpiecznym stanem towarzyszącym infekcji rotawirusowej jest odwodnienie, które jest główną przyczyną przypadków śmiertelnych spowodowanych rotawirusami.
Infekcje spowodowane przez rotawirus typu A mogą pojawiać się przez całe życie. Pierwsza infekcja powoduje objawy, lecz potem organizm wytwarza odporność, i każde kolejne infekcje zazwyczaj przechodzą bezobjawowo lub bardzo łagodnie. W rezultacie, najwięcej infekcji rotawirusowych z objawami występuje u dzieci poniżej 2 lat, liczba ta stopniowo zmniejsza się aż do wieku 45 lat. Infekcje u niemowląt, choć częste, zwykle przechodzą bezobjawowo lub w łagodnej postaci. Najpoważniejsze dolegliwości występują u dzieci w wieku od 6 miesięcy do 2 lat, osób w podeszłym wieku oraz u ludzi cierpiących na niedobór odporności. Większość dorosłych nie jest podatna na infekcje rotawirusowe dzięki odporności nabytej w dzieciństwie, dlatego większość biegunek u dorosłych jest spowodowana patogenem innym niż rotawirusy. Infekcje bezobjawowe występujące u dorosłych nie są obojętne, ponieważ przyczyniają się do rozpowszechniania się wirusa pośród ludzi.
Mimo że ostra biegunka i brak uzupełniania płynów oraz elektrolitów może doprowadzić do śmierci, to w większości przypadków następuje całkowity powrót do zdrowia.

## Rozpoznanie

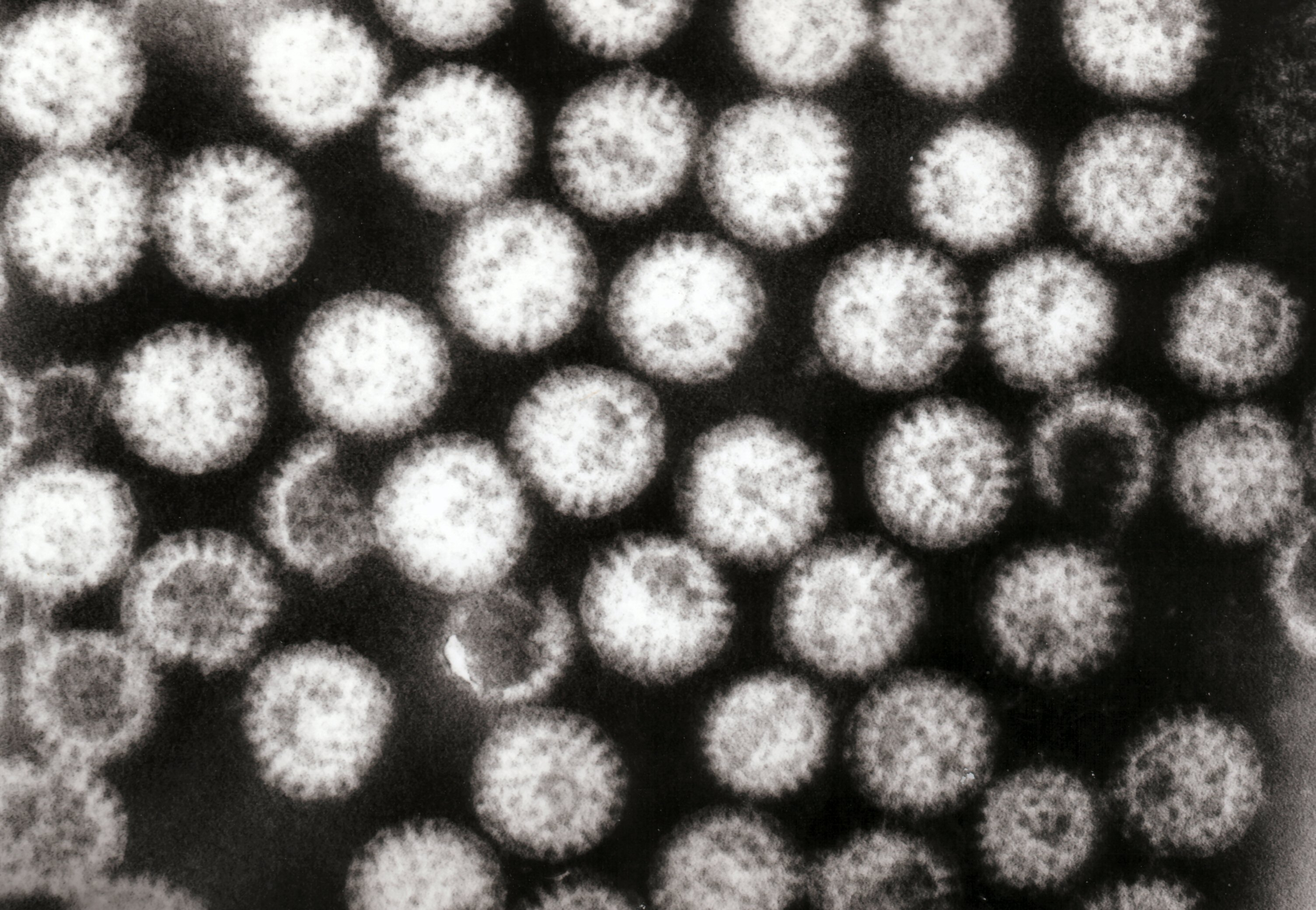
Obraz z elektronowego mikroskopu transmisyjnego pokazujący rotawirusy obecne w kale chorego dziecka

Diagnozę infekcji rotawirusowej zwykle poprzedza rozpoznanie grypy żołądkowej powodującej biegunkę. Większość dzieci przyjętych do szpitala z powodu grypy żołądkowej jest poddawana badaniu na obecność rotawirusa typu A. Wykrycie rotawirusów typu A polega na wykryciu antygenów i odbywa się poprzez badanie kału chorego, przy pomocy testu immunoenzymatycznego. Na rynku farmaceutycznym istnieje również cała gama czułych testów, pozwalających na wykrycie wszystkich odmian rotawirusa A. Wśród innych metod wykrywania rotawirusów są także badanie kału mikroskopem elektronowym oraz PCR, które często są wykorzystywane do badań naukowych. Do wykrywania i rozpoznawania wszystkich trzech grup rotawirusów ludzkich i ich wariacji wykorzystuje się PCR z odwrotną transkryptazą.

## Źródła zakażenia
Rotawirusy są przenoszone drogą pokarmową. Zasadnicze znaczenie w przenoszeniu choroby mają ręce. Do zakażenia dochodzi głównie poprzez spożycie pokarmu zanieczyszczonego kałem osoby chorej. Również woda zanieczyszczona rotawirusami może być przyczyną zachorowań.
Źródłem zakażenia mogą być produkty, które nie wymagają obróbki cieplnej, takie jak sałatki, owoce, czy przystawki. Rotawirusy są całkiem trwałe w środowisku. Pomiary sanitarne stosowane dla bakterii i pasożytów w przypadku rotawirusów są nieefektywne, tak samo notuje się przypadki zakażeń w krajach o wysokim i niskim standardzie życia. Nie ma zadowalających metod analizy skażonej żywności, mimo że możliwe jest zastosowanie metod laboratoryjnych wykrywania wirusa w wodzie czy żywności przy wykorzystaniu reakcji odwrotnej transkrypcji łańcucha polimerazy RT-PCR.
Przebycie zakażenia rotawirusem powoduje powstanie w błonie śluzowej przewodu pokarmowego swoistych przeciwciał klasy IgA. Przeciwciała te chronią przed ponownym zakażeniem tym samym typem serologicznym wirusa. Możliwe są jednak zachorowania powtórne spowodowane innymi typami wirusa. Zachorowania te mają łagodniejszy przebieg. Przeciwciała obecne w surowicy nie pełnią funkcji ochronnych, dowodzą jedynie przebytego zakażenia.
Rotawirusowe zapalenie żołądkowo-jelitowe może przyjmować postać od bezobjawowej przez łagodną do ostrej postaci z objawami wymiotów, wodnistej biegunki i słabej gorączki. Zakaźną dawkę stanowi już 10-100 wirusów. Ponieważ osoba z biegunką rotawirusową często wydala dużą ilość wirusów (108-1010/ml kału), dawka zakaźna może być z łatwością przenoszona przez skażone ręce, przedmioty lub naczynia. Dobrze udokumentowano przenoszenie wirusa po ustąpieniu objawów, jak również przez drogi oddechowe, co może odgrywać znaczącą rolę w szerzeniu się choroby. Nie stwierdzono trwałego nosicielstwa.
Rotawirus grupy A występuje na całym globie. To główna przyczyna ostrej biegunki u niemowląt i dzieci (20% przypadków), około połowa wymaga hospitalizacji. Prawie każde dziecko do lat 5 było zakażone rotawirusem. W Stanach Zjednoczonych każdego roku notuje się ponad 3 miliony przypadków zakażeń „rotavirus gastroenteritis”. W strefie umiarkowanej do infekcji dochodzi głównie zimą, a w tropikach przez cały rok. Liczba przypadków związana z zakażoną żywnością nie jest znana.
Rotawirus grupy B, zwany także rotawirusową gorączką dorosłych lub ADRV, przyczynił się do kilku poważnych epidemii biegunki, która dotknęła tysiące ludzi w Chinach w różnym wieku.
Rotawirus grupy C związany jest z rzadkimi przypadkami biegunki u dzieci w wielu krajach. Pierwsze przypadki zanotowano w Japonii i Anglii.

## Struktura wirusa
Rotawirusy posiadają genom składający się z 11 segmentów dwuniciowego RNA otoczonego charakterystycznym trzywarstwowym kapsydem. Pierwsza warstwa jest uformowana z białka VP2, kopii białek VP1 i VP3. Kolejna warstwa utworzona jest przez białko VP6. Skrajna warstwa płaszcza białkowego jest złożona z glikoproteiny VP7 i białka VP4. Są rozmiarów 100 nm i posiadają gęstość pławną 1,36 g/ml w CsCl. Są oporne na zamrażanie oraz inkubację przez godzinę w temp. 56 °C. Zakaźność wirusów zmniejsza alkohol etylowy i podchloryn sodu.

## Leczenie i zapobieganie
Swoistego leczenia zakażeń rotawirusowych nie ma. W łagodnej postaci wystarczy doustne uzupełnianie płynów. Małe dzieci oraz osoby z upośledzoną odpornością wymagają na ogół hospitalizacji i dożylnego podawania płynów i elektrolitów. W leczeniu choroby pomaga także spożywanie jogurtu. Obecnie jedynym sposobem zapobiegania zakażeniom wywołanym przez rotawirusy jest przestrzeganie higieny (np. staranne mycie rąk, odkażanie muszli sedesu i nocników preparatami zawierającymi podchloryn sodu, stosowanie pieluszek jednorazowych lub wielorazowych pranych w warunkach niszczących rotawirusy).

## Szczepionki
W 2006 roku wprowadzono dwie szczepionki przeciwko infekcji rotawirusowej, dla których badania wykazały, że są bezpieczne i skuteczne w leczeniu dzieci: Rotarix firmy GlaxoSmithKline i RotaTeq firmy Merck. Obie są przyjmowane doustnie; zawierają żywy, atenuowany wirus. Powinny być podawane pomiędzy 6 a 24 tygodniem życia niemowlęcia. Wcześniejsza szczepionka, Rotashield firmy Wyeth-Ayerst, wypuszczona na rynek w końcu lat 90., po kilku poważnych przypadkach skutków ubocznych została wycofana. W Stanach Zjednoczonych szczepionkę uznano za niebezpieczną i nie do zaakceptowania.